# Мошківка (Житомирський район)
Мо́шківка (колишня назва Моршківка ) — село в Україні, у Житомирському районі Житомирської області. Населення становить 44 особи.

## Історія
Село постраждало внаслідок геноциду українського народу, проведеного урядом СССР 1932–1933.
12 червня 2020 року, відповідно до розпорядження Кабінету Міністрів України № 711-р «Про визначення адміністративних центрів та затвердження територій територіальних громад Житомирської області» увійшло до складу Станишівської сільської територіальної громади.
19 липня 2020 року, в результаті адміністративно-територіальної реформи та ліквідації Житомирського району (1939—2020), село увійшло до складу новоутвореного Житомирського району.

## Населення
За даними перепису 2001 року населення села становило 44 особи, з них 97,73% зазначили рідною українську мову, а 2,27% — російську.